# Sportsnet One
Sportsnet One est une chaîne de télévision sportive canadienne anglophone de catégorie C. Lancée le 14 août 2010, elle appartient à Rogers Sports & Media et est disponible sur les réseaux câblés canadiens. Son siège social se trouve à Toronto.

ancien logo jusqu'au 3 octobre 2011

Sportsnet One diffuse principalement les matches de la Ligue majeure de baseball, dont 25 matchs des Blue Jays de Toronto, les matchs de la NBA, dont 23 matchs des Raptors de Toronto, le Championnat d'Angleterre de football et le championnat de cricket de la Première ligue indienne.
Sportsnet One a aussi trois chaînes d'accompagnement : Flames, Oilers et Canucks, accessibles aux résidents dans la région de l'équipe de hockey locale.

## Histoire
Le 2 mars 2010, Rogers a obtenu une licence auprès du CRTC pour Rogers' Mainstream Sports Specialty Service. La chaîne a été lancée le 14 août 2010 uniquement chez Rogers, en déplaçant 25 matchs des Blue Jays de Toronto des chaînes régionales de Sportsnet vers Sportsnet One. Les fans des Blue Jays n'ayant pas accès aux services câblés de Rogers ont signalé leur mécontentement, dont certains ont annulé leur billet de saison en signe de protestation, considérant que Rogers est propriétaire de l'équipe de baseball, du stade, de Sportsnet et de Rogers Cable, seul distributeur. Shaw Direct et Shaw Cable ont commencé à distribuer la chaîne à partir du 15 septembre 2010, suivi de Telus TV. Pour les abonnés de Vidéotron, il a fallu attendre jusqu'au 23 février 2012.
Le 3 octobre 2011, Rogers adopte un nouveau nom et logo unifié de ses chaînes télé et radio sportives sous la bannière Sportsnet.